# Kenneth Lasoen
Kenneth Lasoen, (Brugge, 1985) is een Belgisch historicus, gespecialiseerd in inlichtingenkunde en de Belgische inlichtingendiensten.

## Levensloop
Lasoen is een zoon van Danny Lasoen (Brugge 1948-2005) en van Vera Gyselinck, afkomstig van de Oost-Vlaamse gemeente Maldegem. Hij is de kleinzoon van Paul Lasoen (Maldegem 1913-1981) en Simonne Van Haecke (Maldegem 1920-2016). Zijn broer Wim Lasoen (Brugge 1972) is componist, dirigent en muziekpedagoog. Zijn zus Isolde Lasoen (Brugge 1979) is zangeres en drumster.
Hij studeerde oude geschiedenis aan de universiteiten van Gent en Leuven. Daarna ondernam hij inlichtingen- en veiligheidsstudies aan de Brunel University Londen en de University of Cambridge. Bij zijn terugkomst in België nam hij deel aan de ingangsexamens voor de staatsveiligheid, maar werd niet weerhouden. Het leidde tot een kritisch interview van Lasoen tegen de organisator van het examen, Selor.
Hij besloot vervolgens om een academische carrière na te streven en specialist in de geschiedenis van de Belgische inlichtingendiensten en veiligheid te worden. Hij doctoreerde aan de Universiteit Antwerpen over de Belgische veiligheidscultuur.

## Loopbaan
Lasoen was van 2012 tot 2019 verbonden aan de Faculteit Wijsbegeerte en Letteren (Vakgroep Geschiedenis) van de Universiteit Gent. Hij verrichtte onderzoek naar de Belgische Veiligheid van de Staat (VSSE), de Algemene Dienst Inlichting en Veiligheid (ADIV) en het Orgaan voor de Coördinatie van de Dreigingsanalyse (OCAD). 
In 2022 werd Lasoen onderzoeksfellow Veiligheid en Defensie bij Clingendael Nederlands Instituut voor Internationale Betrekkingen voor een onderzoeksproject omtrent de EU Hybrid Toolbox. In 2023 was hij gastprofessor Conflict & Security aan de Universiteit Utrecht. Sinds 2019 is hij lid van de Faculteit Sociale Wetenschappen (Departement Politieke Wetenschappen) van de Universiteit Antwerpen, als docent van het vak Intelligence en Actuele veiligheidsvraagstukken en werkzaam bij het Kenniscentrum Security Intelligence als praktijklector. Hij is erkend expert voor het tegengaan van desinformatie bij de Europese Commissie. Zijn onderzoek behandelt hedendaagse inlichtingen- en veiligheidsproblemen (contraspionage, contraterrorisme, cyberveiligheid, dreigingsanalyse, desinformatie en hybride dreigingen), veiligheidsstrategie en -beleid, en inlichtingengeschiedenis. Lasoen is ook auditor van de Hoge Studies Veiligheid en Defensie (15de lichting) aan de Koninklijke Militaire School.
Lasoen leverde expertise aan het Belgische en Nederlandse parlement omtrent hybride oorlogvoering en komt regelmatig in de media. Hij is bekend voor zijn uitspraken over de inlichtingendiensten, bijvoorbeeld over de wijze van rekrutering. Eind oktober 2022 publiceerden zowel de ADIV (de militaire inlichtingendienst) en de chef VSSE (Staatsveiligheid) kritiek op uitingen in een publiek interview maar zonder te corrigeren wat onjuist zou geweest zijn.